# BCAM
BCAM (англ. Basal cell adhesion molecule; CD239), или «лютеранский антиген» — мембранный белок, гликопротеин суперсемейства иммуноглобулинов, молекула клеточной адгезии, продукт гена BCAM. Антиген группы крови Lutheran. Антиген b группы крови Auberger.

## Функции
Этот белок клеточной адгезии составляет основу системы групп крови Lutheran. Рецептор белка внеклеточного матрикса ламинина. Белок может играть роль в раке эпителиальных клеток и в сосудистой окклюзии эритроцитов при серповидноклеточной анемии.

## Тканевая локализация
Белок экспрессируют эритроидные клетки, а также некоторые стволовые клетки.

## Структура
Белок состоит из 628 аминокислот, молекулярная масса 67,4 кДа. Включает 5 N-концевых внеклеточных иммуноглобулиновых доменов, единственный трансмембранный участок и короткий внутриклеточный фрагмент. Образует две изофромы.

## Взаимодействия
BCAM взаимодействует с ламининовой цепью альфа 5.